# All the Best!
All the Best! (englisch Alles Gute!) ist das achte Soloalbum von Paul McCartney. Gleichzeitig ist es einschließlich der Wings-Alben das 18. Album von Paul McCartney nach der Trennung der Beatles und sein zweites Kompilationsalbum. Es wurde am 2. November 1987 in Großbritannien und am 1. Dezember 1987 in den USA veröffentlicht.

## Entstehung
Nach dem kommerziellen Misserfolg des Albums Press to Play nahm Paul McCartney mit Phil Ramone als Produzenten im Februar/März 1987 mehrere Lieder auf; eine LP-Veröffentlichung erfolgte aber nicht.
Zwei Lieder dieser Aufnahmesessions wurden noch im Jahr 1987 veröffentlicht, Once Upon a Long Ago wurde für das Kompilationsalbum All the Best! und als Single-A-Seite verwendet, das zweite Lied Back On My Feet wurde die B-Seite.
Am 20. und 21. Juli 1987 nahm Paul McCartney 16 Rock-’n’-Roll-Titel auf; vier dieser Lieder, Midnight Special, Don’t Get Around Much More, Lawdy Miss Clawdy und Kansas City, wurden als B-Seiten-Titel für zwei Maxisingles von Once Upon A Long Ago, die im November 1987 erschienen, verwendet.
Da im Jahr 1987 die aufgenommenen Lieder nicht für ein neues Studioalbum verwendet wurden, konnte neun Jahre nach der Veröffentlichung von Wings Greatest ein weiteres Kompilationsalbum veröffentlicht werden. Obwohl All the Best! (Europäische LP-Ausgabe) elf Lieder von den Wings enthält, wurde als alleiniger Interpret Paul McCartney angegeben.
Ursprünglich sollte der Titel Waterspout, ein nicht veröffentlichtes Lied der London-Town-Sessions, auf dem Kompilationsalbum veröffentlicht werden, dieses Vorhaben wurde aber zu Gunsten von Once Upon A Long Ago verworfen.
Die europäische LP-Version von All the Best! enthält 19 Top-Ten-Hits, davon drei Nummer-eins-Hits, aus Großbritannien. Die Top-Ten-Hits aus Großbritannien Mary Had a Little Lamb, Wonderful Christmastime und Waterfalls sind nicht auf dem Album enthalten. Maybe I’m Amazed (Studio Version) war keine Single in Großbritannien.
Die US-amerikanische LP-Version von All the Best! enthält 17 Top-Ten-Hits, davon neun Nummer-eins-Hits, aus den USA. Die Top-Ten-Hits aus den USA Helen Wheels,  Maybe I’m Amazed (Live Version), Take It Away und Spies Like Us sind nicht auf dem Album enthalten.
Das Duett The Girl Is Mine mit Michael Jackson, ebenfalls ein Top-Ten-Hit in Großbritannien und den USA, ist eine Komposition von Michael Jackson und wurde bei einer anderen Tonträgergesellschaft veröffentlicht, sodass dieses Lied aus rechtlichen Gründen nicht auf All the Best! enthalten ist.
Das Album war in Großbritannien kommerziell sehr erfolgreich und es verkaufte sich über 900.000 Mal, in den USA wurden über zwei Millionen Exemplare verkauft.
Um das Album und die Single in Deutschland zu promoten, trat Paul McCartney am 20. Dezember 1987 in der deutschen Unterhaltungs-Show Wetten, dass..? auf und brachte mit Vollplayback das Lied Once Upon a Long Ago dar.

## Covergestaltung
Das Cover entwarf Michael Ross, die Coverbilder stammen von Tim O’Sullivan. Der CD liegt ein 20-seitiges bebildertes Begleitheft bei, das die Liedtexte enthält.

## Titelliste

### Europäische Version
Die Europäische LP-Version enthält 20 Lieder, die CD-Version 17 Lieder.
| Seite 1 1. Jet – 4:08 2. Band on the Run – 5:11 3. Coming Up (Studioversion) – 3:51 (nicht auf der US-Version enthalten) 4. Ebony and Ivory – 3:41 5. Listen to What the Man Said – 3:55 Seite 2 1. No More Lonely Nights – 4:38 2. Silly Love Songs – 5:54 3. Let ’Em In – 5:09 4. C Moon – 4:33 5. Pipes of Peace – 3:24 (nicht auf der US-Version enthalten) | Seite 3 1. Live and Let Die – 3:11 2. Another Day – 3:41 3. Maybe I’m Amazed (Studioversion) – 3:50 (weder auf der CD noch auf der US-Version enthalten) 4. Goodnight Tonight – 4:19 (nicht auf der CD enthalten) 5. Once Upon a Long Ago – 4:09 (nicht auf der US-Version enthalten) Seite 4 1. Say Say Say – 3:55 2. With a Little Luck – 5:45 (nicht auf der CD enthalten) 3. My Love – 4:08 4. We All Stand Together – 4:23 (nicht auf der US-Version enthalten) 5. Mull of Kintyre – 4:44 (nicht auf der US-Version enthalten) |

### US-Version
Die LP-Version enthält, wie die CD-Version, folgende 17 Lieder:
| Seite 1 1. Band On The Run – 5:11 2. Jet – 4:08 3. Ebony and Ivory – 3:41 4. Listen to What the Man Said – 3:55 Seite 2 1. No More Lonely Nights – 4:38 2. Silly Love Songs – 5:54 3. Let ‘Em In – 5:09 4. Say Say Say – 3:55 | Seite 3 1. Live and Let Die – 3:11 2. Another Day – 3:41 3. C Moon – 4:33 4. Junior’s Farm – 4:21 (nur auf der US-Version enthalten) 5. Uncle Albert/Admiral Halsey – 4:39 (nur auf der US-Version enthalten) Seite 4 1. Coming Up (Live at Glasgow) – 3:29 (Liveversion, nur auf der US-Version enthalten) 2. Goodnight Tonight – 4:19 3. With a Little Luck – 3:10 (gekürzte Version, nur auf der US-Version enthalten) 4. My Love – 4:08 |

## Wiederveröffentlichungen
- Das Album wurde bisher nicht neu remastert.
- Im März 2010 wurde das Album im Download-Format veröffentlicht.

## Single-Auskopplungen

### Once Upon a Long Ago

Single Once Upon A Long Ago

Am 16. November 1987 erschien in Europa die Single Once Upon a Long Ago / Back on My Feet; in den USA wurde auf die Veröffentlichung der Single verzichtet, sodass beide Lieder in den USA nicht erhältlich waren, da Once Upon a Long Ago auch nicht auf der US-amerikanischen Ausgabe von All the Best! enthalten ist. Die Abmischung der Single ist nicht mit der CD-Version identisch.
Weiterhin wurden zwei 12″-Vinyl-Maxisingles mit folgenden Liedern veröffentlicht; die erste erschien ebenfalls am 16. November 1987: Once Upon a Long Ago (Long Version) / Back on My Feet / Midnight Special / Don’t Get Around Much More.
Die zweite Maxisingle wurde am 23. November 1987 veröffentlicht: Once Upon a Long Ago (Extended Version) / Back on My Feet / Lawdy Miss Clawdy / Kansas City.
Die Abmischung von der Long Version erfolgte von George Martin, während die Extended Version von Paul McCartney und Peter Henderson abgemischt worden ist.
Erstmals erschien von Paul McCartney auch eine Single im CD-Format: Once Upon a Long Ago (Single Version) / Back on My Feet / Lawdy Miss Clawdy / Kansas City; die Veröffentlichung erfolgte ebenfalls am 16. November 1987.
Once Upon a Long Ago ist der bisher letzte Top-Ten-Hit in Großbritannien für Paul McCartney als alleiniger Interpret.
Für die Single wurde auch ein Video hergestellt.

### Mull of Kintyre(Wiederveröffentlichung)
In Kontinentaleuropa wurde Anfang 1988 die Single Mull of Kintyre / Girls’ School unter der Interpretenbezeichnung „Wings featuring Paul McCartney“ wiederveröffentlicht. Das Singlecover enthält auch Werbung für das Album All the Best!

## Kommerzieller Erfolg

### Chartplatzierungen

#### Album
| ChartsChartplatzierungen       | Höchstplatzierung | Wochen |
| ------------------------------ | ----------------- | ------ |
| Deutschland (GfK)              | 9 (21 Wo.)        | 21     |
| Österreich (Ö3)                | 23 (4 Wo.)        | 4      |
| Schweiz (IFPI)                 | 11 (9 Wo.)        | 9      |
| Vereinigte Staaten (Billboard) | 62 (17 Wo.)       | 17     |
| Vereinigtes Königreich (OCC)   | 2 (26 Wo.)        | 26     |

| ChartsJahrescharts (1988) | Platzierung |
| ------------------------- | ----------- |
| Deutschland (GfK)         | 56          |

#### Singles
| Jahr | Titel                | Höchstplatzierung, Gesamtwochen, AuszeichnungChartplatzierungen (Jahr, Titel, , Platzierungen, Wochen, Auszeichnungen, Anmerkungen) | Höchstplatzierung, Gesamtwochen, AuszeichnungChartplatzierungen (Jahr, Titel, , Platzierungen, Wochen, Auszeichnungen, Anmerkungen) | Höchstplatzierung, Gesamtwochen, AuszeichnungChartplatzierungen (Jahr, Titel, , Platzierungen, Wochen, Auszeichnungen, Anmerkungen) | Höchstplatzierung, Gesamtwochen, AuszeichnungChartplatzierungen (Jahr, Titel, , Platzierungen, Wochen, Auszeichnungen, Anmerkungen) | Anmerkungen                             |
| Jahr | Titel                | DE | AT | CH | UK | Anmerkungen                             |
| ---- | -------------------- | --- | --- | --- | --- | --------------------------------------- |
| 1987 | Once Upon a Long Ago | DE13 (12 Wo.)DE | AT17 (10 Wo.)AT | CH10 (6 Wo.)CH | UK10 (7 Wo.)UK | Erstveröffentlichung: 16. November 1987 |

### Auszeichnungen für Musikverkäufe
| Land/Region                  | Auszeichnungen für Musikverkäufe (Land/Region, Auszeichnung, Verkäufe) | Verkäufe  |
| ---------------------------- | ---------------------------------------------------------------------- | --------- |
| Argentinien (CAPIF)          | Gold                                                                   | 30.000    |
| Australien (ARIA)            | 2× Platin                                                              | 140.000   |
| Frankreich (SNEP)            | Gold                                                                   | 100.000   |
| Kanada (MC)                  | Gold                                                                   | 50.000    |
| Neuseeland (RMNZ)            | 2× Platin                                                              | 30.000    |
| Österreich (IFPI)            | Gold                                                                   | 25.000    |
| Spanien (Promusicae)         | Gold                                                                   | 50.000    |
| Vereinigte Staaten (RIAA)    | 2× Platin                                                              | 2.000.000 |
| Vereinigtes Königreich (BPI) | 3× Platin                                                              | 900.000   |
| Insgesamt                    | 5× Gold · 9× Platin ·                                                  | 3.325.000 |

Hauptartikel: Paul McCartney/Auszeichnungen für Musikverkäufe

## Video- und Promotionveröffentlichungen
In Europa wurde eine VHS-Videokassette mit dem Titel Once upon a Video... veröffentlicht, die lediglich folgende vier Musikvideos enthält: Once upon a Long Ago / Stranglehold / Pretty Little Head / We All Stand Together (Videofassung), wobei die Lieder Stranglehold und Pretty Little Head nicht auf dem Album All the Best! enthalten sind.
Für Werbezwecke wurden in Großbritannien 750 Singleboxen (Katalognummer: PM Box 1) hergestellt, diese enthalten folgende neun Singles mit individuellen Katalognummern:
My Love / Another Day (PM Box 11) – Jet / Band on the Run (PM Box 12) – Ebony and Ivory / Say Say Say (PM Box 13) – Listen To What the Man said / Live and Let Die (PM Box 14) – Let ‘Em In / Goodnight Tonight (PM Box 15) – With a Little Luck / Coming Up (PM Box 16) – Silly Love Songs / C Moon (PM Box 17) – No More Lonely Nights / Pipes of Peace (PM Box 18) – Mull of Kintyre / We All stand Together (PM Box 19).